# Kaasiku (Käina)
Kaasiku − wieś w Estonii, w prowincji Hiuma, w gminie Käina.